# クローン・ヴェノスタ
クローン・ヴェノスタ（伊: Curon Venosta ; 独: Graun im Vinschgau グラウン・イム・フィンシュガウ）は、イタリア共和国トレンティーノ＝アルト・アディジェ州ボルツァーノ自治県にある、人口約2,400人の基礎自治体（コムーネ）。

## 地理

### 位置・広がり
ボルツァーノ自治県西部、ヴァル・ヴェノスタ（ヴィンシュガウ谷）の最も奥に位置する。北にオーストリア、西にスイスと国境を接しており、オーストリアとの間にはレッシェン峠（レージア峠）が通っている。

#### 隣接コムーネ
隣接するコムーネは以下の通り。括弧内のAT-7は、オーストリア・チロル州所属、CH-GRはスイス・グラウビュンデン州所属を示す。
- w:Nauders (AT-7) - 北
- w:Pfunds (AT-7) - 北東
- w:Kaunertal (AT-7) - 北東
- ゼルデン (AT-7) - 東
- マッレス・ヴェノスタ - 南
- シュクオル (CH-GR) - 西
- w:Valsot (CH-GR) - 北西

### 地勢
町域には、水力発電のために谷を堰き止めて作られた人工湖レージア湖がある。

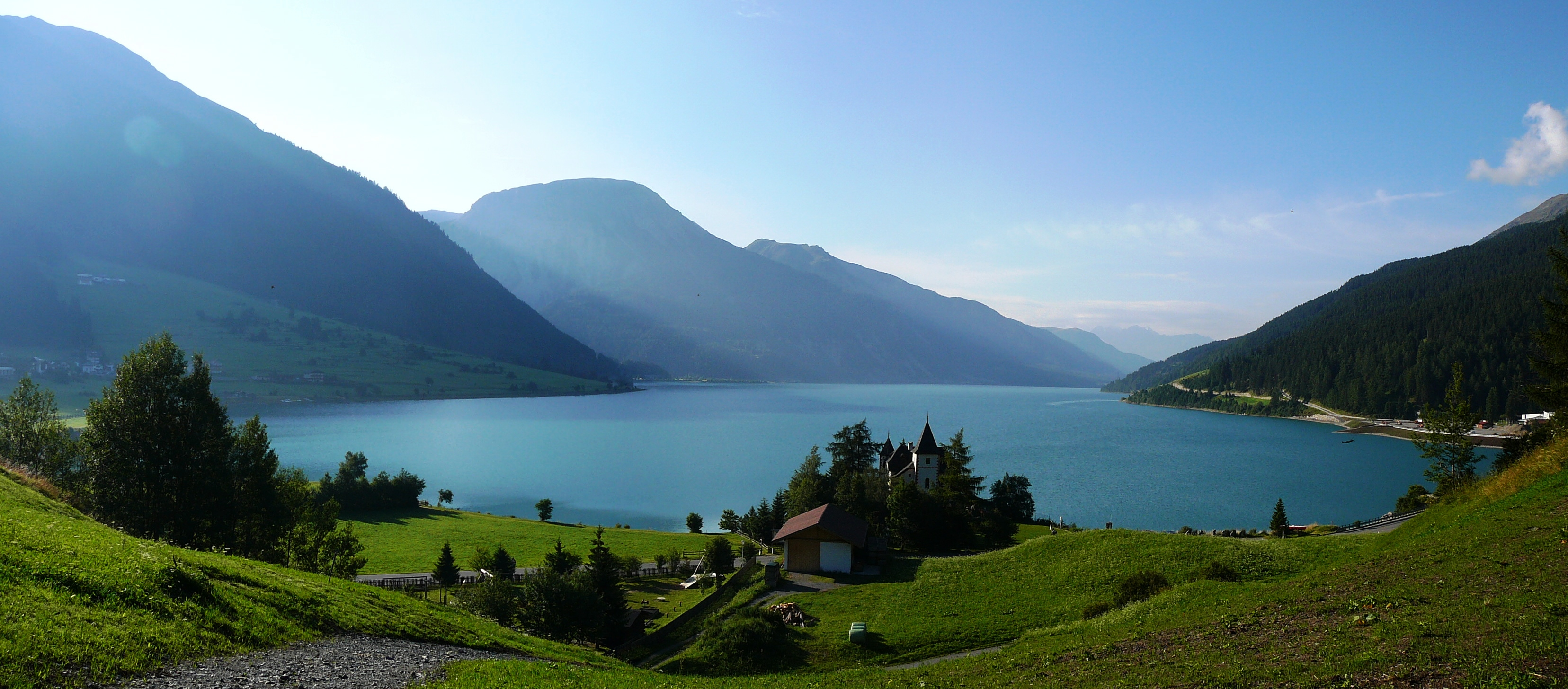
レージア湖

### 主要な集落
もともとのクローンの集落は、1950年7月にダム湖が拡張された際に水没し、現在の集落はその湖畔に新たに建設されたものである。半ば水没した鐘楼は町のランドマークとなっており、コムーネの紋章にも描かれている。
- 湖中に半ば沈んだ鐘楼
- ダム湖畔の高台に移設された村の墓地

## 歴史
紀元前15年、ケルト人が暮らしていたヴァル・ヴェノスタ一帯は、ローマ帝国に組み込まれた。ローマ人たちはレージア峠でアルプスを越えるクラウディア・アウグスタ街道を築いた。この街道は中世にも大きな役割を持ち、「上の道」（Oberer Weg / Via Superiore）、「スワビア街道」（Schwabenweg / Via di Svevia）などの名で呼ばれた。
この地のキリスト教化は、450年にクールから来た宣教師によって行われた。1348年の黒死病の大流行により人口が激減したこの谷筋には、ドイツ語を話す人々が移り住んだ。

## 住民

### 言語
| 言語集団調査（2011年） | 言語集団調査（2011年） | 言語集団調査（2011年） | 言語集団調査（2011年） | 言語集団調査（2011年） |
| ---------------------- | ---------------------- | ---------------------- | ---------------------- | ---------------------- |
|                        |                        |                        |                        |                        |
| ドイツ語               | ドイツ語               |                        | 97.34%                 | 97.34%                 |
| イタリア語             | イタリア語             |                        | 2.66%                  | 2.66%                  |
| ラディン語             | ラディン語             |                        | 0.00%                  | 0.00%                  |

2011年に行われた、住民がドイツ語・イタリア語・ラディン語のいずれの「言語集団」に属するかの調査によれば（ボルツァーノ自治県#言語集団調査参照）、住民の約97%がドイツ語話者である。